# HDBaseT

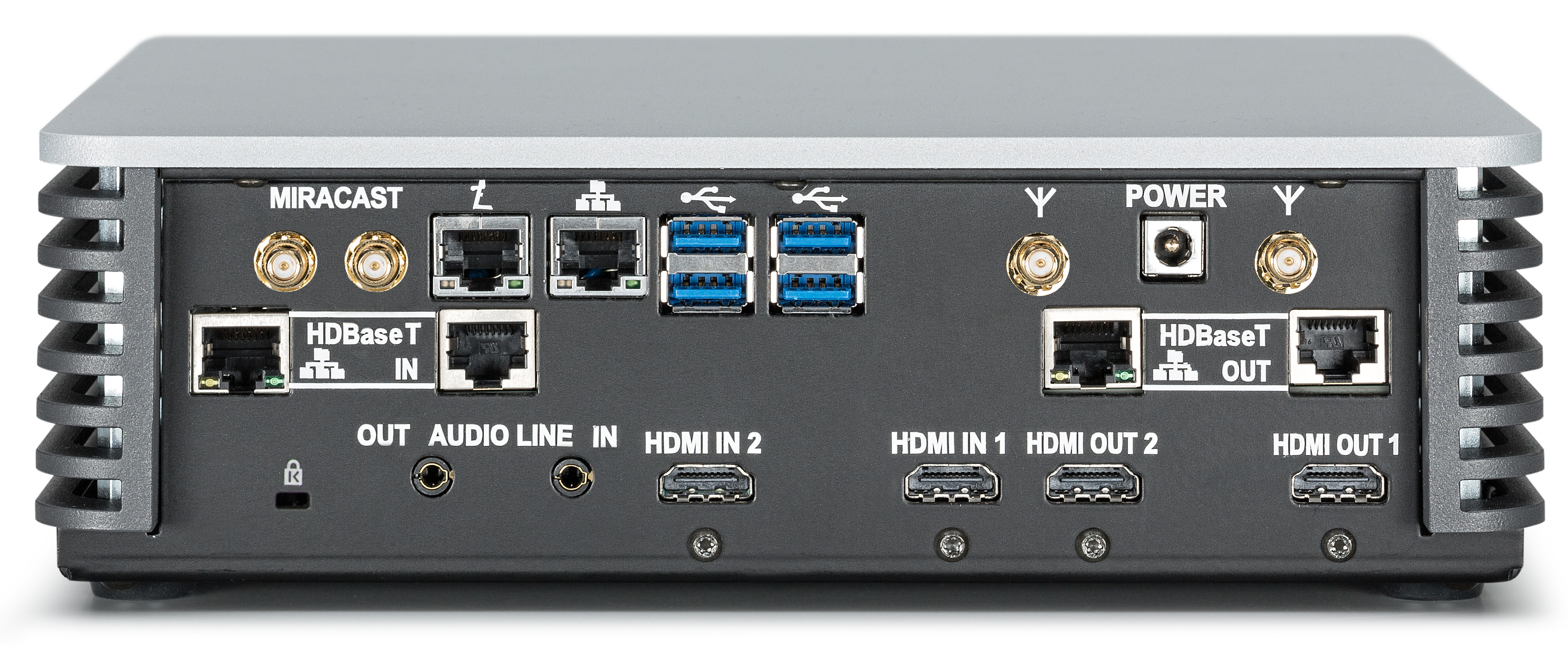
프레젠테이션 및 협업 시스템의 HDBaseT 단자들(울프비전)

HDBaseT는 비압축 UHD 비디오, 디지털 오디오, DC 전원, 이더넷, USB 2.0 및 기타 제어 통신(예: RS-232 및 소비자 IR)을 전송하기 위한 소비자 전자제품(CE) 및 상용 연결 표준이다. 최대 100m(328피트) 길이의 단일 카테고리 케이블(Cat 5e 이상), 이더넷 네트워크에 사용되는 것과 동일한 8P8C 모듈식 단자를 사용하여 종단 처리된다. HDBaseT 기술은 HDBaseT 얼라이언스에 의해 촉진되고 발전된다.

## 같이 보기
- 디스플레이포트